# Helena Fibingerová
Helena Fibingerová (* 13. července 1949, Víceměřice) je bývalá československá atletka, mistryně světa ve vrhu koulí, později sportovní funkcionářka, podnikatelka, členka Rady ČT.

## Životopis

### Dětství
Narodila se manželům Fibingerovým z Uherského Ostrohu v létě 1949. V základní škole ji k lehké atletice získal postupně učitel V. Příleský a sousedka atletka Jiřina Gottwaldová-Buchtová, která ji přivedla do oddílu ve Zlíně, tehdy Gottwaldově. Zde se jí ujal trenér Jaroslav Brabec. Po absolvování devítileté základní školy pokračovala ve studiích na Střední všeobecně vzdělávací škole (gymnázium) ve Veselí nad Moravou, ale v trénincích po večerech v oddíle pokračovala. Otec jí upravil tréninkový prostor i u domu. Po maturitě získala místo v investiční účtárně Vítkovických železáren a v Ostravě i garsonku. Přeregistrovala se do tamního lehkoatletického oddílu TJ VŽKG. Zde získala nového trenéra, atletického reprezentanta Jaroslava Šmída a začala závodit v kategorii žen.

### Úspěchy na závodech
V 16 letech vyhrála přebor jihomoravských dorostenek ve vrhu koulí, vrhla přes 13 metrů.
Poprvé reprezentovala ČSSR ve svých 18 letech na závodech olympijských nadějí Družba v NDR-Rostocku v roce 1967. Skončila zde druhá s osobním rekordem 14,25 metru. A v témže roce následoval první start v ženách za ČSSR na mezistátním utkání s Maďarskem v Košicích, kde si zlepšila osobní rekord na 14,60 metru a porazila obě Maďarky.
V roce 1969 byla v týmu ČSSR na IV. evropských halových hrách v Bělehradě, zde i v dalších závodech roku stále ve výkonnosti zaostávala za čs. rekordmankou Vladimírou Srbovou. Porazila ji v osobním rekordu 16,01 až v srpnu během závodů v Praze se Švédskem a tím se nominovala na mistrovství Evropy 1969 v Athénách.

### Koulařská královna
V roce 1970 se stala poprvé československou rekordmankou výkonem 16,32 metru při závodech v Ostravě a brzy poté jej začala postupně vylepšovat a tím upevňovat postavení čs.jedničky v tomto sportovním odvětví. Byla trvale nominována do reprezentace k různým mezistátním závodům, na halová i otevřená mistrovství Evropy. Objevila se první zranění.
Dalším milníkem byl rok 1972. Nejprve na Zlaté tretře v Ostravě překonala čs.rekord vrhem 18,70 metru, brzy poté na 18,81, avšak v olympijském závodě (její první olympiáda) v Mnichově se medaile nedočkala. Krátce po OH svůj čs. rekord dokázala zlepšit třikrát až na 19,18 metru, což bylo zhruba 2 metry za tehdejší světovou jedničkou Čižovovou ze SSSR.
V roce 1972 začala studovat pedagogickou školu v Přerově a v roce 1975 ji ukončila jako kvalifikovaná tělovýchovná instruktorka.
V únoru 1974 poprvé překonala hranici platného světového halového rekordu výkonem 20,36 metru a tehdejší halové mistrovství Evropy ve Švédsku vyhrála a rekord vylepšila na 20,75 metru. V témže roce se stala poprvé světovou rekordmankou i mimo halu výkonem 21.57 metru na domácích závodech v Gottwaldově. Zbytek sezóny ji však postihlo další zranění a její soupeřky jí přebraly i světový rekord.
V roce 1976 vylepšila svůj výkon na 21,89 metru, na olympiádě v Montrealu získala bronzovou medaili a po ní doma spolu s dalšími medailisty státní vyznamenání Za vynikající práci. Na závěr sezóny dokázala opět překonat světový rekord výkonem 21,99 metru. V únoru 1977 překonala na mistrovství ČSR v Jablonci také světový halový rekord vrhem 22,50 metru. Na konci května se vdala za svého trenéra Jaroslava Šmída. A v srpnu 1977 překonala světový rekord na otevřeném stadionu v Nitře výkonem 22,32 metru.
Helena Fibingerová patří k nejlepším koulařkám atletické historie. Její světový rekord v této disciplíně z haly (22,50 m) je k roku 2025 (po 48 letech) stále v platnosti, a patří tak k nejdéle platným ženským světovým rekordům vůbec.

### Výčet medailí
- 1977: Světový pohár – 2. místo
- 1979: Světový pohár – 2. místo
- 1981: Světový pohár – 2. místo
- 1985: Světový pohár – 3. místo
- 1985: GP IAAF – 1. místo
- 1987: GP IAAF – 1. místo

### Spekulace o dopingu
V souvislosti s jejím výkonem se spekuluje o systematickém použití dopingu ve formě anabolických steroidů, který v 80. letech v Československu řídil přímo komunistický režim. Sama k dopingu uvedla: „Odmítám diskuse na toto téma, musím označit za velmi naivní, pokud si někdo mysli, ze někdo z minulých, současných i budoucích sportovců vpustí někoho druhého do tohoto jeho světa.“
Dle pátrání Pavla Novotného ve svazcích StB měla Fibingerová o užívání dopingu vědět už během své aktivní kariéry. 
V únoru 2011 oznámil David Skopal z Advokátní kanceláře Pokorný, Wagner & spol., že zastupuje Helenu Fibingerovou a Jarmilu Kratochvílovou a bude jejich jménem požadovat po Českém rozhlasu finanční kompenzaci kvůli tomu, že na stanici Vltava odvysílal hru Davida Drábka Koule, jejíž hlavní postava, bývalá koulařka Milena, vykazuje společné znaky s Helenou Fibingerovou, a postava Radmila s Jarmilou Kratochvílovou, a obě postavy jsou ve hře obviňovány z dopingu, což právní zástupce sportovkyň považuje za porušení jejich práva na ochranu osobnosti. Podle Lidovek.cz chce v téže věci podat na Český rozhlas žalobu i Český atletický svaz.

### Kariéra po skončení sportování
Později se stala podnikatelkou (spoluvlastní pekárnu), funkcionářkou Českého atletického svazu a místopředsedkyní Rady České televize. Česká televize o ní natáčela pořad pro cyklus Burianův den žen, ale Fibingerová nakonec natáčení odmítla.
Dne 28. října 2015 ji prezident Miloš Zeman vyznamenal medailí Za zásluhy.

## Osobní rekordy
Dráha
- Vrh koulí – 22,32 m (20.8.1977 Nitra)

Hala
- Vrh koulí – 22,50 m (19.2.1977 Jablonec nad Nisou) - Současný světový rekord